# AK INA Delta
Auto klub INA Delta, hrvatski automobilistički klub iz Zagreba. Sjedište je u Rakovčevoj 10. Organizira natjecanje Formula driver. Uspješni i važni članovi iz kluba su Nikola Vrlazić, Mladen Rebrović, Vjekoslav Čičko, Mladen Mihoci, Domagoj Nemak, Željko Magličić, Luka Fabijančić, Željko Kokotec, Kristijan Laslavić, Damir Nakić, Marko Popović, Ivan Maznik i dr.
Klubom je predsjedavao nagrađivani športski sudac i pokretač INA Delta Rallyja Berislav Čegelj.
AK INA Delta bavi se organizacijom automobilističkih i karting utrka i okuplja zaljubljenike u automobilistički i karting šport.
28. siječnja 2014. godine Auto klub INA iz Zagreba promijenio je ime u Auto klub INA Delta. Novi je klub ojačan stručnim i iskusnim sportskim djelatnicim i vozačima te športskim projektima bivšeg Auto kluba Delta iz Zagreba. Neprekidna tradicija kluba seže do u 1966. godinu. Spajanjem tih dvaju klubova nastao je jedan novi, AK INA Delta.
AK INA Delta osnivač je i član Hrvatskog auto i karting saveza i Zagrebačkog automobilističkog saveza i član Hrvatskog auto kluba. AK INA Delta nastavlja djelovanje Auto-moto društva INA Zagreb, osnovanog 19. veljače 1966. godine, na tradicijama i rezultatima Auto-moto društva Nafta iz Gojla kod Kutine, utemeljenog 1949. godine.
AK INA Delta organizira ova natjecanja:
- brdsku utrku Nagrada Stubičkih Toplica,  jedno od najpopularnijih automobilističkih natjecanja i najtežu brdsku utrku u Hrvatskoj[6]
- INA Delta Rally[7]
- Memorijal Mire Nikolić (FIA prvenstvo srednjoeuropske zone u autoslalomu, Prvenstvo Hrvatske u autoslalomu, Otvoreno prvenstvo Zagreba u autoslalomu)[8]
- Nagrada Grada Zagreba "Brzi i žestoki" (Prvenstvo Hrvatske u kronometar vožnjama, Otvoreno prvenstvo Zagreba u kronometar vožnjama)[9]
- Nagrada Grada Pakraca (Otvoreno prvenstvo Zagreba - ocjensko spretnosne vožnje)[10]
- Nagrada Generalskog Stola  (suorganizator AK Delta Team)

## Vanjske poveznice
- AK INA Delta[neaktivna poveznica]
- https://www.facebook.com/Auto-Klub-INA-Delta-633676863372338/Facebook] AK INA Delta
- Racing.hr  Arhivirana inačica izvorne stranice od 12. studenoga 2019. (Wayback Machine)